# Park Narodowy Guatopo
Park Narodowy Guatopo (hiszp. Parque nacional Guatopo) – park narodowy w północnej części Wenezueli położony w stanach Miranda I Guárico. Został utworzony 31 marca 1958 roku i zajmuje obszar 1224,64 km². W 2005 roku został zakwalifikowany przez BirdLife International jako ostoja ptaków IBA. Na północny wschód od niego znajduje się Park Narodowy Laguna de Tacarigua. 

## Opis
Park obejmuje część pasma górskiego Serranía del Interior w dorzeczach rzek Lagartijo, Taguaza, Taguacita, Cuira i Orituco, na wysokościach od 200 m do 1430 m n.p.m. Najwyższym szczytem jest Cerro Azul. Niżej położoną część parku pokrywa tropikalny wilgotny las górski. Wyżej występuje las mglisty.
Średnia roczna temperatura w parku wynosi w zależności od wysokości od +18 °C do +32 °C, a średnie roczne opady od 1400 mm do 2800 mm.

## Flora
Do tej pory w parku zinwentaryzowano ponad 400 gatunków roślin. Przeważają takie gatunki drzew jak narażone na wyginięcie (VU) Cedrela fissilis, Tabebuia chrysantha i Pterocarpus acapulcensis, a także m.in.: ogorzałka wełnista, Erythrina poeppigiana, Bursera simaruba, Cecropia peltata, Ficus glabrata, Pterocarpus officinalis, Guazuma ulmifolia, Enterolobium cyclocarpum, puchowiec pięciopręcikowy i łoskotnica pękająca.
W podszycie występują głównie rośliny z rodzajów Kalatea i Heliconia. Rośliny pnące i epifityczne reprezentowane są przeważnie przez rodziny obrazkowate, bromeliowate, storczykowate i pieprzowate.
Do endemicznych gatunków tu występujących należą narażony na wyginięcie (VU) Asterogyne spicata, a także m.in.: Justicia oxypages, Heliconia rodriguensis, Piper guatopoense, Borojoa universitatis i Tresanthera thyrsiflora.

## Fauna
Ssaki występujące w parku to krytycznie zagrożony wyginięciem (CR) czepiak brązowy, narażone na wyginięcie (VU) zębolita olbrzymia, pekari białobrody, tapir amerykański i ocelot tygrysi, a także m.in.: kapucynka oliwkowa, wyjec rudy, mazama ruda, mulak białoogonowy, pancernik dziewięciopaskowy, paka nizinna, aguti złocisty, kolczakowiec kajeński, jaguar amerykański, puma płowa, ocelot wielki, ocelot nadrzewny, jaguarundi amerykański i dydelf czarnouchy.
Żyją tu aż 403 gatunki ptaków. Są to zagrożony wyginięciem (EN) czyż czerwony, narażone na wyginięcie (VU) ara zielona, czubacz hełmiasty i harpia wielka, a także m.in.: jaskólak, myszołowczyk, czakalaka rdzaworzytna, rudzianka wielka, pustelnik rdzawogardły, pieprzojad zmienny, kacykowiec rdzaworzytny i barwniczka liliowosterna. Do endemicznych gatunków należą m.in.: fiołkowik, tyrańczyk wenezuelski, tyrańczyk żółtobrzuchy i owocojad wenezuelski.
Gady żyjące w parku to m.in.: boa dusiciel, Chironius carinatus, Chironius multiventris, Pseustes poecilonotus, żararaka lancetowata, grzechotnik straszliwy, kajman okularowy i rychlik nadbrzeżny. Płazy to m.in: Mannophryne oblitterata i Mannophryne herminae.